# CR Saikoro Tin Douty
CR Saikoro Tin Douty (ＣＲさいころ珍道中?) es una serie de pachinkos ambientada del antiguo Japón, que fue desarrollada por Newgin y Publicada por KPE, siendo el pachinko, que se Compone de Cuatro títulos lanzados en agosto de 2004:
- Saikoro Tin Douty ZM (さいころ珍道中 ZM?) (2004)
- CR Saikoro Tin Douty MB (ＣＲさいころ珍道中 MB?) (agosto de 2004)
- CR Saikoro Tin Douty MD (ＣＲさいころ珍道中 MD?) (2004)
- CR Saikoro Tin Douty MAR (ＣＲさいころ珍道中 MAR?) (2004)

## Personajes
- Saikoro
- Pentarou
- Koitsu
- Anna Barbowa
- Hikaru
- Barco de Batalla Moai

## Curiosidades
- Tiran los Dados, salga a Cuatro Pingüinos, y salen a los personajes del Universo de Parodius, que se compuse la Música de CR Parodius Da!.
- Como parte, siendo el segundo pachinko que aparece a los personajes de mismo nombre, pero antes de CR! Gokujo Parodius.